# ふぉ〜ゆ〜の王道テレビ 〜これにかけてるんで!
ふぉ〜ゆ〜の王道テレビは、4人組アイドルふぉ〜ゆ〜がCS日テレプラスで毎週金曜日に放送している番組である。
2024年3月22日までのタイトルは『ふぉ〜ゆ〜の王道テレビ〜これにかけてるんで！』。

## 概要
2021年10月8日に『ふぉ〜ゆ〜の王道テレビ〜これにかけてるんで！』がスタートした。
毎週金曜日22時からCS日テレプラスにて放送されている。
ふぉ〜ゆ〜初のテレビ冠番組であり、バラエティ企画、コントや歌のコーナーなど幅広い番組となっている。寝起きドッキリを仕掛けられるなど王道企画に挑んでいくテレビ番組となっている。
2024年4月12日より『ふぉ〜ゆ〜の王道テレビ～まじデビューめざすんで!!!!』とサブタイトルを変えた。

## 略歴
シーズン1は2021年10月8日にスタートし、2022年3月18日に終了した。
シーズン1の最終回は公開収録された。メンバー4人は最後だと思って収録に臨んだが、シーズン2決定がサプライズドッキリで発表された。
シーズン2が4月8日からスタートし、初回放送は1時間の拡大。
2023年1月1日には、『ふぉゆ家のお正月2023!』と題し、6時間の生放送が行われた。
2023年4月7日には、シーズン3が始まった。
2024年1月1日には室龍太らをゲストに迎え『ふぉゆ家のお正月2024!』が放送された。
2024年4月12日からは、放送時間帯、タイトルを変え、リニューアルした『ふぉ〜ゆ〜の王道テレビ～まじデビューめざすんで!!!!』がスタート。

## コーナー
バラエティコーナー
バラエティコーナーは、ドッキリや町ブラなど回ごとに異なる王道企画を実施するコーナーとなっている。
トークコーナー
視聴者からのお便りを紹介したり、視聴者の大喜利回答にツッコミを入れるなど視聴者の声が大きく反映されているコーナーと言える。
コントコーナー
ふぉ〜ゆ〜4人が小コントをするコーナー
歌のコーナー
歌のコーナーでは、ふぉ〜ゆ〜のオリジナル曲を披露することが多い。
season2からはメンバーそれぞれがプロデュースし、歌やダンスを披露している。

## 特番

### 地上波
2021年12月28日「ふぉ～ゆ～の王道テレビ～年末のどさくさに紛れて地上波SP」
2022年4月4日「ふぉ〜ゆ〜の王道テレビ 地上波レギュラーマジねらってます!」
2022年12月30日「ふぉ〜ゆ〜の王道テレビ 〜年末のどさくさに紛れて地上波 SP 2」
2023年4月6日「ふぉ〜ゆ〜の王道テレビ 地上波レギュラーマジねらってます!2」
2023年12月30日「ふぉ〜ゆ〜の王道テレビ~年末のどさくさに紛れて水着だらけの大運動会」
2024年12月28日「ふぉ〜ゆ〜の王道テレビ~ランキング大好き界隈2024」

### その他
2023年1月1日「ふぉゆ家のお正月2023！」
2024年1月1日「ふぉゆ家のお正月2024！」

## 公式サイト
- 公式HP
- ふぉ〜ゆ〜の王道テレビ 〜これにかけてるんで! (@4you_odoTV) - X（旧Twitter）
- ふぉ〜ゆ〜の王道テレビ 〜これにかけてるんで! (@4you_odo_tv) - Instagram

| スタブアイコン | サブスタブ | この項目は、まだ閲覧者の調べものの参照としては役立たない、テレビ番組に関連した書きかけの項目です。この項目を加筆・訂正などしてくださる協力者を求めています（P:テレビ/PJ:放送または配信の番組）。 |